# Geraldine Van Bibber
Pour les articles homonymes, voir Van Bibber.
Geraldine Van Bibber (née le 3 juillet 1951 à Dawson City dans le Yukon) est la 15e commissaire du Yukon de 2005 à 2010. Elle est d'origine Gwich’in.
Elle devient commissaire du Très vénérable ordre de Saint-Jean en 2006.
Le 30 novembre 2010, l'ancien député de Riverdale North Doug Phillips lui succède.